# Sageretia devendrae
Sageretia devendrae är en brakvedsväxtart som beskrevs av Pusalkar. Sageretia devendrae ingår i släktet Sageretia och familjen brakvedsväxter. Inga underarter finns listade i Catalogue of Life.